# Archidekanat dla powiatów: Preszów, Sabinov, Lubowla i Vranov nad Topl'ou
Archidekanat dla powiatów: Preszów, Sabinov, Lubowla i Vranov nad Topľou – prawosławny archidekanat w eparchii preszowskiej Kościoła Prawosławnego Czech i Słowacji. Siedzibą archidekanatu jest Preszów.
W skład archidekanatu wchodzi 12 parafii:
- Parafia św. Eliasza w Bajerovcach
- Parafia św. Dymitra w Hanigovcach
- Parafia Narodzenia Matki Bożej w Jarzębinie
- Parafia Przemienienia Pańskiego w Litmanowej
- Parafia Wniebowstąpienia Pańskiego w Lubowli
- Parafia Zaśnięcia Matki Bożej w Ľutinie
- Parafia św. Dymitra w Matiašce
- Parafia św. Aleksandra Newskiego w Preszowie
- Parafia Opieki Matki Bożej w Sabinovie
- Parafia Opieki Matki Bożej w Šarišskim Jastrabiu
- Parafia św. Dymitra w Udolu
- Parafia Opieki Matki Bożej we Vranovie nad Topľou